# Rickie Lee Jones
Rickie Lee Jones (Chicago, Illinois, 8 de novembro de 1954) é uma artista musical, vocalista, compositora e produtora norte-americana. Ao longo de sua carreira, Jones tem experimentado com uma ampla variedade de gêneros, incluindo rock, rhythm and blues, pop e jazz, resultando um estilo pessoal de difícil classificação. Enquanto seus primeiros trabalhos teve um notável sucesso comercial, sua inconformidade musical transformou-o em uma artista de culto fora do seu país de origem.

## Discografia
- Rickie Lee Jones - (1979)
- Pirates - (1981)
- Girl at Her Volcano (EP) - (1983) - Temas clássicos de jazz ao vivo
- The Magazine - (1984)
- Flying Cowboys - (1989)
- Pop Pop - (1991) - Versões de temas de outros artistas
- Traffic from Paradise - (1993)
- Naked Songs - (1995) - Interpretação acústica de alguns de seus temas
- Ghostyhead - (1997)
- It's Like This - (2000) - Versões de temas de outros artistas
- Live at Red Rocks - (2001) - Gravação ao vivo de 1990
- The Evening of My Best Day - (2003)
- Rickie Lee Jones: Duchess of Coolsville - (2005) - Antologia, disco triplo
- The Sermon on Exposition Boulevard - (2007)
- Balm in Gilead - (2009)